# 失業保険法
失業保険法（しつぎょうほけんほう、昭和22年12月1日法律第146号）は、被保険者が失業した場合に、失業保険金を支給して、その生活の安定を図ることを目的としていた日本の法律である。

## 沿革
- 1947年（昭和22年）12月1日 - 失業保険法が制定される。
- 1955年（昭和30年）8月5日 - 「失業保険法の一部を改正する法律」（昭和30年法律第132号）が制定され、福祉施設が規定される。
- 1975年（昭和50年）4月1日 - 失業保険法が廃止され、代わって雇用保険法（昭和49年法律第116号）が同日から施行される。

## 構成
- 第1章 総則（第1条-第5条）
- 第2章 適用範囲（第6条-第14条）
- 第3章 保険給付（第15条-第27条）
- 第3章の2 福祉施設（第27条の2-第27条の4）
- 第4章 費用の負担（第28条-第35条）
- 第4章の2 特別保険料（第36条-第38条）
- 第5章 日雇労働被保険者に関する特例（第38条の2-第38条の11）
- 第6章 諮問機関（第39条）
- 第7章 不服申立て及び訴訟（第40条-第45条）
- 第8章 雑則（第46条-第52条）
- 第9章 罰則（第53条-第55条）
- 附則